# Buxus moana
Buxus moana är en buxbomsväxtart som beskrevs av Brother Alain. Buxus moana ingår i släktet buxbomar, och familjen buxbomsväxter. Inga underarter finns listade i Catalogue of Life.